# 克里斯蒂娜·美拉德諾維奇
克里斯蒂娜·美拉德諾維奇（法語：Kristina Mladenovic，羅馬化：Kristina "Kiki" Mladenović，1993年5月14日—）是法國职业网球女运动员，2009年轉職業。她的WTA生涯最高單打排名為第10（2017年10月23日）。
2016年6月5日，在法國網球公開賽搭檔卡洛琳·加西亞，贏得女雙冠軍，獲得生涯首個大滿貫。她們也成為自1971年以後，再次於法國拿下女子雙打的法國組合。

## 外部連結
- 克里斯蒂娜·美拉德諾維奇的国际女子网球协会官方資料（英文）
- 克里斯蒂娜·美拉德諾維奇的國際網球總會 職業／青少年 官方資料（英文）
- Fed Cup - Player profile - Kristina MLADENOVIC (FRA) （页面存档备份，存于）